# Малиновская, Александра Константиновна
Александра Константиновна Малиновская (род. 21 августа 1990 года) — казахстанская спортсменка (стрельба пулевая), мастер спорта Республики Казахстан международного класса.

## Карьера
Тренируется в Алматы, тренеры - В.М. Андреев, К.К. Малиновский и Н.В. Лапидус.
Обладатель четвертого места на Кубке мира (Мюнхен). Призёр чемпионата Азии, призёр чемпионата мира среди студентов.
На Универсиаде 2013 года завоевала две награды: командное золото в стрельбе из быстрого пистолета и командную бронзу в стрельбе из трёх позиций из мелкокалиберной винтовки.
Бронзовый призёр Азиатских игр 2014 года.

## Образование
Окончила Казахскую академию спорта и туризма.